# Фаєттвілл (Джорджія)
Фаєттвілл (англ. Fayetteville) — місто (англ. city) в США, в окрузі Файєтт штату Джорджія. Населення — 18 957 осіб (2020).

## Географія
Фаєттвілл розташований за координатами 33°26′59″ пн. ш. 84°27′28″ зх. д. / 33.44972° пн. ш. 84.45778° зх. д. (33.449599, -84.457806).  За даними Бюро перепису населення США в 2010 році місто мало площу 28,66 км², з яких 28,21 км² — суходіл та 0,44 км² — водойми. В 2017 році площа становила 33,84 км², з яких 33,29 км² — суходіл та 0,55 км² — водойми.

## Демографія
Згідно з переписом 2010 року, у місті мешкало 15 945 осіб у 6006 домогосподарствах у складі 4264 родин. Густота населення становила 556 осіб/км².  Було 6499 помешкань (227/км²).
Расовий склад населення:
| - 55,0 % — білих - 33,9 % — чорних або афроамериканців - 6,6 % — азіатів - 0,4 % — корінних американців - 0,1 % — вихідців з тихоокеанських островів - 1,3 % — осіб інших рас |

До двох чи більше рас належало 2,8 %. Частка іспаномовних становила 4,8 % від усіх жителів.
За віковим діапазоном населення розподілялося таким чином: 26,7 % — особи молодші 18 років, 59,3 % — особи у віці 18—64 років, 14,0 % — особи у віці 65 років та старші. Медіана віку мешканця становила 39,9 року. На 100 осіб жіночої статі у місті припадало 83,7 чоловіків;  на 100 жінок у віці від 18 років та старших — 79,3 чоловіків також старших 18 років.
Середній дохід на одне домашнє господарство  становив 79 436 доларів США (медіана — 63 931), а середній дохід на одну сім'ю — 92 211 долар (медіана — 83 005). Медіана доходів становила 60 688 доларів для чоловіків та 44 338 доларів для жінок. За межею бідності перебувало 10,7 % осіб, у тому числі 17,4 % дітей у віці до 18 років та 6,1 % осіб у віці 65 років та старших.
Цивільне працевлаштоване населення становило 7186 осіб. Основні галузі зайнятості: освіта, охорона здоров'я та соціальна допомога — 23,2 %, транспорт — 14,0 %, науковці, спеціалісти, менеджери — 11,5 %, роздрібна торгівля — 9,5 %.